# Agustín Rodríguez González
Agustín Ramón Rodríguez González (n. Madrid, 1955) es un historiador español, académico correspondiente de la Real Academia de la Historia.

## Estudios
Cursa sus estudios de Bachillerato en Madrid. Obtiene la Licenciatura de Geografía e Historia por la Universidad Complutense de Madrid en 1981 y alcanza el grado de Doctor en Historia por la misma Universidad en 1986, con la tesis titulada Política Naval de la Restauración, 1875-1898, publicada dos años más tarde por la editorial San Martín, con prólogo de José María Jover Zamora.

## Trayectoria profesional
- Fue profesor de Instituto por oposición desde 1985 (profesor en el IES María Zambrano de Leganés hasta 2003, así como profesor de historia, geografía y economía del IES La Fortuna (desde 2006 hasta 2015) de Leganés.
- Profesor Adjunto de Historia en el CEU desde 2003.
- Académico Correspondiente de la Real Academia de la Historia desde 2008.
- Académico de Número de la Real Academia de la Mar desde 2019.
- Miembro de las principales asociaciones y estudios de Historia de la Marina en España y en el extranjero.
- Colaborador de las principales revistas de Historia, tanto científicas como de divulgación.

## Obra

### Libros
- Urdaneta y el Tornaviaje. El descubrimiento de la ruta marítima que cambió el mundo, Ed. La esfera de los libros, 2021, 236 págs., ISBN 9788491649878
- Corsarios españoles, Madrid, EDAF, 2020, 240 págs., ISBN 978-84-414-4056-2.
- El león contra la jauría: batallas y campañas navales española, 1640-1700", Málaga, Salamina,2019, 339 págs. ISBN 9788494989162.
- Barcos con Honra. Las campañas de la Armada de Isabel II. Zaragoza, HRM ediciones, 2019, 255 págs. ISBN 978-84-17859-04-6.
- La primera vuelta al mundo, Madrid, Edaf, 2018, 350 págs. ISBN 978-84-414-3883-5.
- El león contra la jauría: batallas y campañas navales españolas, 1621-1640, Málaga, Salamina, 2018, 344 págs. ISBN 978-84-948-2243-8.
- Señores del mar: los grandes y olvidados capitanes de la Real Armada, Madrid, La Esfera de los Libros, 2018, 304 págs. ISBN 978-84-9164-224-4.
- Álvaro de Bazán: Capitán General del Mar Océano, Madrid, Edaf, 2017, 380 págs. ISBN 978-84-414-3779-1.
- España frente a Chile y Perú: la campaña del Pacífico, 1862-1871, Madrid, Real del Catorce Editores, 2016, 141 págs. ISBN 978-84-944156-6-1.
- Tramas ocultas de la guerra del 98, Madrid, Actas, 2016, 300 págs. ISBN 978-84-9739-164-1.
- Antonio Barceló: mucho más que un corsario, Madrid, Edaf, 2016, 224 págs. ISBN 978-84-414-3701-2.
- Españoles en la mar y en ultramar, prólogo de Juan Escrigas Rodríguez, Sekotia, Madrid, 2016, 264 págs. ISBN 978-84-16412-81-5.
- Pioneros españoles del Submarino, presentación de Jaime Delgado-Muñoz del Río, prólogo de José Sierra Méndez, Editorial Galland Books, Valladolid, 2015, 185 págs. ISBN 978-84-16200-14-6.
- Otras victorias por mar de los españoles, Madrid, Sekotia, 2014, 200 págs. ISBN 978-84-941829-1-4.
- Jaime Janer Robinson: Ciencia y Técnica para la reconstrucción de la Armada, introducción de Marcial Gamboa, prólogo de Ángel Liberal, Madrid, Navalmil, 2012, 141 págs. ISBN 978-84-940845-0-8.
- Drake y la Invencible: mitos desvelados, Madrid, Sekotia, 2011, 304 págs. ISBN 978-84-96899-75-9.
- La reconstrucción de la Escuadra: planes navales españoles 1898-1920, Madrid, Galland Books, 2010, 303 págs. ISBN 978-84-15043-065.
- La guerra de Melilla de 1893, Madrid, Almena, 2008, 192 págs. ISBN 978-84-96170-94-0.
- Isaac Peral historia de una frustración, Basauri, Grafite, 2007, 443 págs. (reed. y ampliación de la ed. de 1993) ISBN 978-84-96281-72-1.
- Galeras españolas: del Egeo al Mar de la China, Barcelona, Navantia, 2007, 252 págs. DL: B-52663-2007. Prólogo de Teodoro de Leste Contreras. Edición no venal.
- Victorias por mar de los españoles, prólogo de Mariano de Juan y Ferragut, Editorial Grafite, Madrid, 2006, 337 págs. ISBN 84-96281-38-8.
- Trafalgar y el conflicto naval angloespañol del siglo XVIII, San Sebastián de los Reyes, Actas, 2005, 484 págs. ISBN 84-9739-052-0.
- Lepanto, la batalla que salvó a Europa, prólogo de Hugo O'Donnell de la Real Academia de la Historia, Editorial Grafite, Madrid-Bilbao, 2004, 358 págs. ISBN 84-96281-16-7.
- La Campaña del Pacífico (1862-1871). España frente a Chile y Perú, Agualarga, Madrid, 1999. 141 págs. ISBN 84-95088-90-8.
- El impacto de las crisis coloniales en las relaciones hispano-portuguesas (1890-1898), Mérida, UNED, 1998, prólogo del Dr. D. Antonio Telo. 96 págs. Colección Cuadernos de estudio luso-españoles n.º 3, ISBN 84-88861-67-2.
- La caída de Manila en 1898. Estudios en torno a un informe consular, Asociación de Estudios del Pacífico, Madrid, 1998. 120 págs. Monografías de la Revista Española del Pacífico, n.º 2, DL M 32754-1997.
- Operaciones de la guerra de 1898, una revisión crítica, Actas, Madrid, 1998, 213 págs. ISBN 84-87863-72-8.
- En la estela de Colón. Carabelas y singladuras del capitán Etayo, Actas, Madrid. 1998. Prólogo de D. Ignacio Hernando de Larramendi y D. Julio Caubín Hernández. 142 págs. ISBN 84-605-8073-3.
- La guerra del 98. Las campañas de Cuba, Puerto Rico y Filipinas, Agualarga, Madrid, 1998. 165 págs. ISBN 84-88959-91-5.
- El desastre naval de 1898, Madrid, Arco Libros, 1997, 70 págs. Colección Cuadernos de Historia n.º 44, ISBN 84-7635-276-X.
- Cosme García: un genio olvidado, Logroño, Instituto de Estudios Riojanos, 1996, Colección Logroño, 19, Prólogo de D. Carlos Navajas Zubeldía 134 págs. ISBN 84-89362-16-5. 2.ª ed. id. 2007, 199 págs. ISBN 978-84-96637-29-0.
- Isaac Peral, historia de una frustración, Ayuntamiento de Cartagena y Caja Murcia, 1993. Prólogo de D. José María Jover Zamora. 326 págs. ISBN 84-87529-21-6.
- Antoni Barceló, Edicions de Nou Art Thor, Barcelona, 1990, 50 págs. Colección Gent nostra n.º 85. ISBN 84-7327-217-X.
- Las relaciones internacionales tras la Segunda Guerra Mundial,Torrejón de Ardoz (Madrid): Akal, 1989, 62 págs. Colección Akal historia del mundo contemporáneo n.º 26. ISBN 84-7600-198-3.
- La Segunda Guerra Mundial: II. La guerra en el Pacífico, Torrejón de Ardoz (Madrid), Akal, 1988, 64 págs. 23 cm, Colección Akal Historia del Mundo n.º 25, ISBN 84-7600-395-1.
- La Segunda Guerra Mundial: I La Guerra en Europa, Torrejón de Ardoz, (Madrid), Akal, 1988, 64 págs. 2.ª ed. 1995. Colección Akal historia del mundo contemporáneo n.º 24. ISBN 84-7600-281-5.
- Política Naval de la Restauración, 1875-1898, Madrid, San Martín, 1988. Prólogo de D. José María Jover Zamora, de la Real Academia de la Historia. 522 págs. ISBN 84-7140-257-2.

#### Como coautor
- Los submarinos españoles, Agustín Ramón Rodríguez González, Juan Luis Coello Lillo, D. Camil Busquets y Vilanova y D. Albert Campanera y Rovira, Cultural S.A. de ediciones, Móstoles, 2006, 328 págs. ISBN 84-8055-952-7.
- La Fragata en la Armada Española: cinco siglos de historia, Agustín Ramón Rodríguez González, Juan Luis Coello, IZAR de Construcciones Navales, SA, (antigua E.N. BAZÁN) edición no comercial, 2003. Parte I: Las fragatas, del remo a la vela., siglos XVI-XIX. Colección Bazán. DL B 47919-2003, XVIII + 256 págs., pp. 1-126.
- Buques de la Armada Española a través de la fotografía (1849-1900), Juan Luis Coello Lillo, Agustín Ramón Rodríguez González, patrocinado por el Instituto de Historia y Cultura Naval y editado por el Ministerio de Defensa y la editorial Agualarga, Madrid, 2001. Prólogo del almirante D. José Ignacio González-Aller Hierro, presentación del almirante D. Francisco Torrente Sánchez, antiguo Almirante Jefe del Estado Mayor de la Armada, 277 págs. ISBN 84-95088-37-1.

#### Ediciones críticas
- La memoria del submarino Peral, por Isaac Peral y Caballero, edición, introducción, estudio preliminar, notas y apéndices de Agustín Rodríguez, Editorial Áglaya, Cartagena, 2003, 187 págs. ISBN 84-95669-28-5.
- Discursos Políticos y Parlamentarios, (como compilador y editor) Tomo II, Vol. III de las Obras Completas de D. Antonio Cánovas del Castillo, prólogo de D. Federico Trillo-Figueroa, Fundación Cánovas del Castillo, Madrid, 1997.
- Escritos de Economía y Política, idem. Tomo IV, Vol. V, prólogo de D. Juan Velarde Fuertes.

#### Colaboraciones en obras colectivas
- "Balances navales, estrategias y decisiones políticas en la guerra del 98" en Homenaje a los profesores Palacio Atard y Jover Zamora, vol. 1, Madrid, Universidad Complutense, 1990, 712 págs. ISBN 84-7491-302-0, pp. 633-653.
- "Fondos sobre Extremo Oriente en los archivos de la Armada" en Simposium Internacional El Extremo Oriente Ibérico, (1º. 1988. Madrid), Extremo Oriente ibérico: investigaciones históricas: metodología y estado de la cuestión / preparación de la edición, Francisco de Solano, Florentino Rodao, Luis E. Togores. Madrid: Agencia Española de Cooperación Internacional en colaboración con el Centro de Estudios Históricos, Departamento de Historia de América, CSIC, 1989, 661 págs. ISBN 84-7232-527-X. NIPO 028-89-068-9, pp. 47-54.
- "El peligro amarillo en el Pacífico español", en España y el Pacífico, AECI, Madrid, 1989, ISBN 84-7232-526-1, pp. 201-226.
- "La situación de la Armada en 1894 a través de los informes parlamentarios", en Antes del Desastre. Orígenes y antecedentes de la crisis del 98, Juan Pablo Fusi, Antonio Niño (editores). Madrid: Universidad Complutense de Madrid, Departamento de Historia Contemporánea, [1996]. - XIII, 480 págs. ISBN 84-600-9351-4, pp. 199-209.
- "Cánovas y la Política Naval de la Restauración" en Cánovas y la vertebración de España,Universidad Euroamericana Marqués de Santillana, Guadalajara 1997, Miguel Alonso Baquer... [et al.], Madrid: Fundación Cánovas del Castillo, 1998. ISBN 84-88306-47-4, pp. 479-498.
- "Portugal and the Spanish Colonial Crisis of 1898" en European Perceptions of the Spanish-American War of 1898, Sylvia L. Hilton and Steve J.S. Ickringill (eds), Peter Lang AG, European Academic Publishers, Berna, 1999. ISBN 3-906763-01-3, pp. 151-166.
- "Costa y la Política Naval de la Restauración" en Aragón y la crisis colonial de 1898: Seminario Interdisciplinar, Jaca (Huesca), 2-4 de octubre de 1997: actas, José A. Armillas (ed.), Zaragoza, Departamento de Educación y Cultura, 1999, 322 págs. Colección Actas n.º 51. ISBN 84-7753-729-1, pp. 99-118.
- "La Armada española y La Habana en el siglo XIX", en La Habana, Puerto Colonial, siglos XVIII-XIX, Agustín Guimerá y Fernando Monge (coords.), Madrid, Fundación Portuaria, [2000]. 357 págs., col. Biblioteca portuaria n.º 1. ISBN 84-95518-01-5, pp. 175-194.
- "1898, una crisis peninsular" en Portugal y España en la crisis de entresiglos (1890-1918), Hipólito de La Torre Gómez, Juan Carlos Jiménez Redondo (eds.), Mérida, UNED, Centro Asociado de Mérida, 2000. 259 págs. OCLC 841449433, pp. 3-24.
- "La guerra hispano-norteamericana y la derrota naval" en Historia de España Menéndez Pidal, bajo la dirección de D. José María Jover Zamora, Tomo XXXVI, Vol. I, La época de la Restauración (1875-1902), el estado, la política, Espasa-Calpe, Madrid, 2000. ISBN 84-239-8914-3, pp. 809-826.
- "La Sociedad entre 1939 y 1980" en la obra colectiva coordinada por D. Enrique López Castellón, Historia de Castilla y León, Reno, Madrid, 1986, Vol. X, pp. 249-275.
- "La Ciencia y técnica medievales", en la obra colectiva Ciencia, Tecnología y Sociedad, libro de texto para Bachillerato declarado oficial por el Ministerio de Educación y Ciencia por Orden Ministerial de 23-XII-1996, editado por Noësis, Madrid, 1996, pp. 97-104.
- "Ciencia y Técnica en el siglo XIX", idem., pp. 121-130.
- "Ciencia y Técnica en el siglo XX", idem., pp. 131-140.
- "España ante la 'Crisis del Ultimátum' (1890-1894)" en La Historia de las Relaciones Internacionales: una visión desde España, Madrid, Comisión Española de la Historia de las Relaciones Internacionales, 1996. ISBN 84-8499-422-8, pp. 496-510.
- "Biobibliografía de D. Antonio Cánovas del Castillo" en Obras Completas de D. Antonio Cánovas del Castillo, prólogo de D. Federico Trillo-Figueroa, Fundación Cánovas del Castillo, Madrid, 1997, Tomo VII, Vol. XII. Reeditada en la obra colectiva En torno a Cánovas, Fundación Cánovas del Castillo, Colección Veintiuno, Madrid, 2000, prólogo de D. José María Aznar, pp. 467-508.
- "La situación de la Armada española tras la Guerra Civil", en Revisión de la Guerra Civil Española, Alfonso Bullón de Mendoza y Luis Eugenio Togores (coords.), Actas, Madrid, 2002, pp. 317-330.
- "El papel de las Fuerzas Armadas en la acción exterior de España", La política exterior de España (1800-2003): historia, condicionantes y escenarios / (coord.) por Juan Carlos Pereira Castañares, 2003, ISBN 84-344-6694-5, pp. 267-278.
- "Los españoles en Trafalgar: navíos, cañones y hombres para una alianza problemática", en la obra colectiva Trafalgar y el mundo atlántico, coordinado por Agustín Guimerá, Alberto Ramos y Gonzalo Butrón, Marcial Pons, Madrid, 2004, pp. 195-213.
- "Francia y la Europa napoleónica", en la obra colectiva Historia Universal Contemporánea. Vol. I: De las Revoluciones Liberales a la Primera Guerra Mundial, (Javier Paredes coordinador), Ariel, Barcelona, cuarta edición revisada y corregida, 2004, pp. 120-137.

##### Comunicaciones a congresos
- "El plan naval de Rodríguez Arias de 1887, su incidencia en la relación metrópolis-colonias". II Coloquio hispano-británico de Historia: Metrópolis e Imperios Ultramarinos, Comité Español de Ciencias Históricas y British National Comitee of Historical Sciences. Madrid, octubre de 1984.
- "Fondos sobre Extremo Oriente en los Archivos de la Marina", Extremo Oriente Ibérico: investigaciones históricas, metodología y estado de la cuestión, (coord.) por Florentino Rodao García, Francisco de Paula Solano Pérez-Lila, Luis Eugenio Togores Sánchez, 1989, ISBN 84-7232-527-X, pp. 47-54.
- "Problemas defensivos en el Pacífico español a fines del siglo XIX". Coloquio Proyección Mediterránea y proyección Atlántica de la España Contemporánea, Facultades de Geografía e Historia y de Sociología de la Universidad Complutense de Madrid, noviembre de 1988.
- "El peligro amarillo en el Pacífico español ( 1880-1898)" en Jornadas sobre Filipinas e islas del Pacífico, Agencia Española de Cooperación Internacional y Asociación Española de Estudios del Pacífico, Madrid, junio de 1989.
- "El equilibrio estratégico en el Pacífico español a finales del XIX". Seminario España y Japón, un siglo de relaciones, Agencia Española de Cooperación Internacional y Asociación de Estudios del Pacífico, Madrid, mayo de 1990.
- "El pensamiento militar español ante las crisis marroquíes (1880-98)" XVII Congreso Internacional de Ciencias Históricas, Sección Historia Militar, Madrid, agosto de 1990.
- "La Estación Naval del Golfo de Guinea, 1880-1898", I Congreso de Estudios Africanos, Asociación Española de Africanistas, C.M. Nuestra Señora de África, Madrid, noviembre de 1991.
- "Las guerrillas de la Guerra de la Independencia, de partidas a divisiones (1808-14)" en Congreso de Historia Militar IAMAM 93, CESEDEN, Madrid, agosto de 1993.
- "España ante la “Crisis del Ultimátum (1880-1894)" en I Jornadas sobre Historia de las Relaciones Internacionales, Comisión Española de Historia de las Relaciones Internacionales, Madrid, octubre de 1994.
- "La situación de la Armada en 1894 a través de los informes parlamentarios" en el congreso Antes del Desastre: Orígenes y antecedentes de la crisis del 98, Facultad de Geografía e Historia de la Universidad Complutense de Madrid y Casa de América, Madrid, noviembre de 1996.
- “Operaciones navales menores en la guerra del 98”, en IV Simposio de Historia Marítima y Naval Iberoamericana, Instituto de Historia y Cultura Naval, Madrid, noviembre de 1997. Sus Actas se publicaron por el Instituto de Historia y Cultura Naval en 1999, en Madrid, pp. 461-420.
- "Cánovas y la política naval de la Restauración", en el congreso Cánovas y su época, Universidad San Pablo-CEU, Madrid, noviembre de 1997.
- "La situación de la Armada tras la Guerra Civil", en la guerra civil española 60 años después, Universidad San Pablo-CEU, Madrid, noviembre de 1999.
- "Los españoles en Trafalgar: navíos y cañones para una alianza no deseada" en La Bahía de Cádiz y la Europa Atlántica en tiempos de Trafalgar, Universidad de Cádiz, noviembre de 2002.

### Artículos
- "El conflicto de Melilla en 1893", Hispania, ISSN 0018-2141, Vol. 49, n.º 171, 1989, pp. 235-266.
- "El combate de Cavite: un hito decisivo en la pérdida de Filipinas en 1898", Revista de Indias, ISSN 0034-8341, Vol. 58, n.º 213, 1998, pp. 499-515.
- "Poder naval y crisis nacionales en la España del siglo XIX", Aportes: Revista de historia contemporánea. ISSN 0213-5868. Año n.º 15, n.º 43, 2000, pp. 21-40.
- "La aristocracia en la Armada española durante la Edad Contemporánea (1789-1980)", Aportes: Revista de historia contemporánea, ISSN 0213-5868, Año n.º 15, n.º 44, 2000, pp. 107-130.
- "La nobleza en las fuerzas armadas: de fines del reinado de Alfonso XIII a la Guerra Civil", Aportes: Revista de historia contemporánea, ISSN 0213-5868, Año n.º 17, n.º 49, 2002 (Ejemplar dedicado a: Nobleza y Fuerzas Armadas), pp. 44-56.
- "Las causas del desastre naval del 98", Historia 16, ISSN 0210-6353, n.º 83, 1983, pp. 31-38.
- "La construcción naval en España, 1850-1900", Historia 16, ISSN 0210-6353, n.º 108, 1985, pp. 35-40.
- "1898: pequeños triunfos en un año de desastres", Historia 16, ISSN 0210-6353, n.º 113, 1985, pp. 19-26.
- "España y Japón ante la crisis de 1898. Antecedentes e hipótesis", Mar oceana: Revista del humanismo español e iberoamericano, ISSN 1134-7627, n.º 1, 1994, pp. 181-193.
- "Algunos apuntes sobre el combate de Trafalgar", Revista general de marina, ISSN 0034-9569, Vol. 249, n.º 8-9, 2005 (Ejemplar dedicado a: Bicentenario de Trafalgar), pp. 299-310.
- "Informe especial II Centenario de la batalla de Trafalgar: antecedentes", Historia 16, ISSN 0210-6353, n.º 354, 2005, pp. 10-14.
- "Trafalgar: la campaña", Historia 16, ISSN 0210-6353, n.º 354, 2005, pp. 16-23.
- "Trafalgar: el combate", Historia 16, ISSN 0210-6353, n.º 354, 2005, pp. 24-35.
- "Los combates navales de Manzanillo: la gesta de un valenciano", Serie histórica, ISSN 0214-025X, n.º 20, 1999 (Ejemplar dedicado a: 1888: fin de una epopeya. La participación Valenciana), pp. 97-120.
- "Del nombre de los submarinos", Revista general de marina, ISSN 0034-9569, Vol. 250, n.º 16, 2006, pp. 642-646.
- "Técnica: Garcibuzos e Ictíneos", La Aventura de la historia, ISSN 1579-427X, n.º 18, 2000, pp. 110-115.
- "La Crisis de las Carolinas", Cuadernos de Historia Contemporánea, ISSN 0214-400X, n.º 13, 1991, pp. 25-46.
- "Las guerrillas de la guerra de la Independencia: de partidas a divisiones, 1808-1814", Militaria: revista de cultura militar, ISSN 0214-8765, n.º 7, 1995 (Ejemplar dedicado a: XIII Congreso de la IAMAM), pp. 345-357.
- "Prólogo a una colonia: la estación naval de Guinea (1858-1900)", Cuadernos de Historia Contemporánea, ISSN 0214-400X, n.º 1, 2003 (Ejemplar dedicado a: Homenaje al Profesor José Urbano Martínez Carreras), pp. 237-246.
- "Lope de Vega: infante de marina y poeta del mar", Revista general de marina, ISSN 0034-9569, Vol. 248, n.º 3, 2005, pp. 261-269.
- "La paz con Inglaterra de 1604", Revista general de marina, ISSN 0034-9569, Vol. 248, n.º 4, 2005, pp. 445-450.

#### Artículos en colaboración
- Con José Manuel Azcona Pastor, "Los "Antepasados" ideológicos del primer Nacionalismo Vasco", Estudios de ciencias sociales, ISSN 1131-6632, n.º 5, 1992, pp. 9-26.

### Premios y distinciones
- Premio “Universidad” por su Memoria de Licenciatura titulada El Plan Naval de Rodríguez Arias, 1887.
- Accésit al premio “Universidad” por su tesis doctoral Política Naval de la Restauración, 1875-1898.
- Galardonado en cuatro ocasiones con el premio “Virgen del Carmen”, otorgado por la Armada Española.
- Medalla al Mérito Belgraniano (1997).
- Premio “Francisco Moreno”, de la Revista General de Marina (1999).
- Cruz del Mérito Naval con distintivo blanco, en reconocimiento a su contribución a la historia naval española (2001).
- Caballero del Ancla de Plata de la Real Liga Naval Española (2003).
- Premio “Ángel Herrera” a la investigación en Humanidades (2005).
- XVI Premio Algaba de Biografía (2016).
- Cruz del Mérito Naval con distintivo blanco (2019).